# Жимолость козолиста
Жи́молость козоли́ста, деревни́к козоли́стий, каприфо́лій, козоли́ст, козя́чий ли́стик (Lonicera caprifolium) — гіллястий в'юнкий чагарник роду жимолость родини жимолостевих.

## Опис
Виткий кущ заввишки до 4 м. Листки від яйцюватих до еліптичних, голі, знизу сизі, нижні — з короткими черешками, верхні — сидячі; широке супротивне листя зростається між собою навколо пагона. Квітки білі або жовтуваті або червонуваті, зібрані на кінцях пагонів в сидячі 3–10-квіткові мутовки. Плоди — соковиті коралово-червоні ягоди. 2n=18.

## Поширення
Зростає в лісах Кавказу, Південної Європи та Передньої Азії.

## Використання
Використовується в садах і парках для арок, альтанок, прикраси стін, як жива огорожа. Лікарська рослина (сечогінне, в'яжуче).

## Галерея

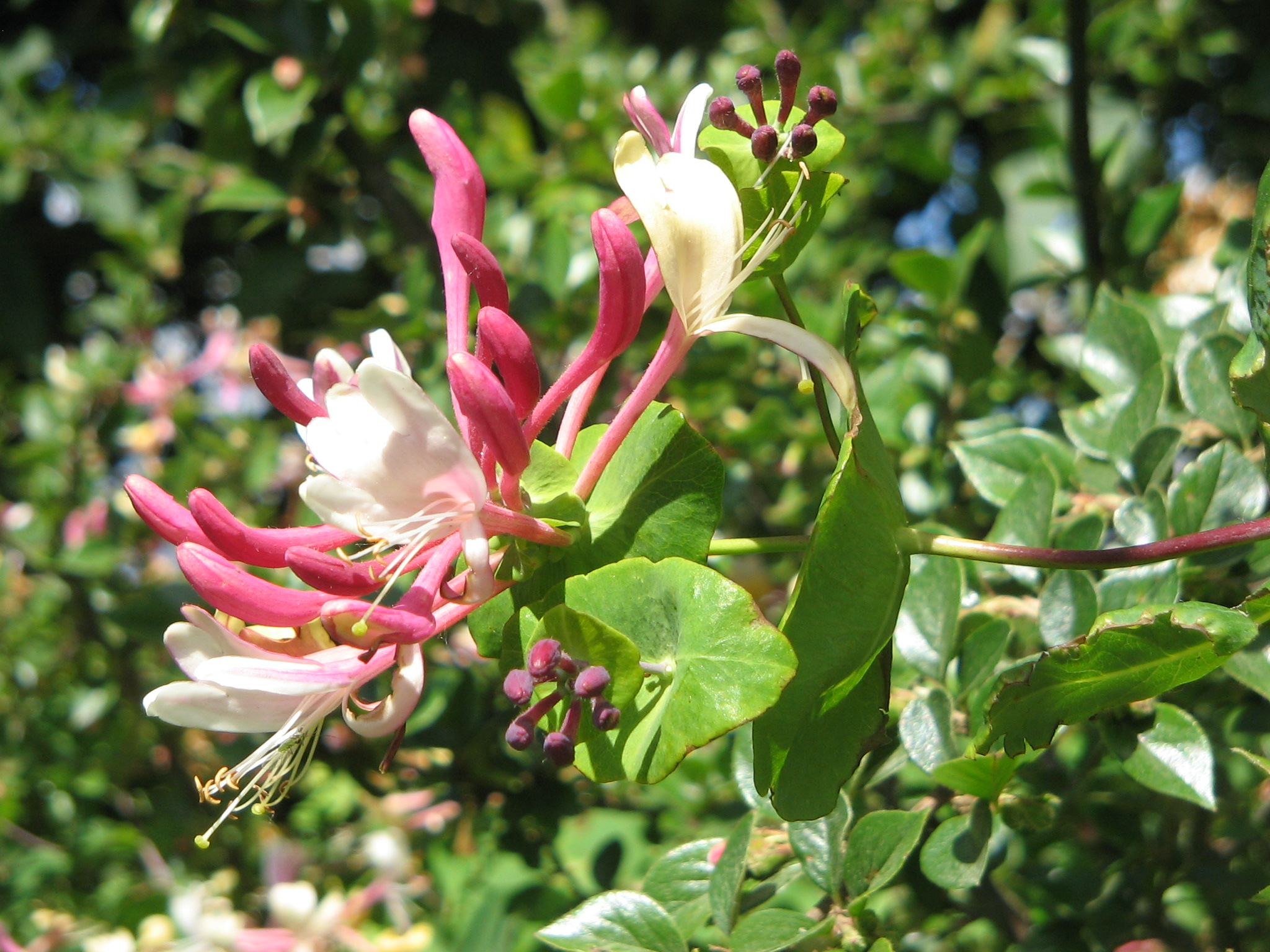
Квіти
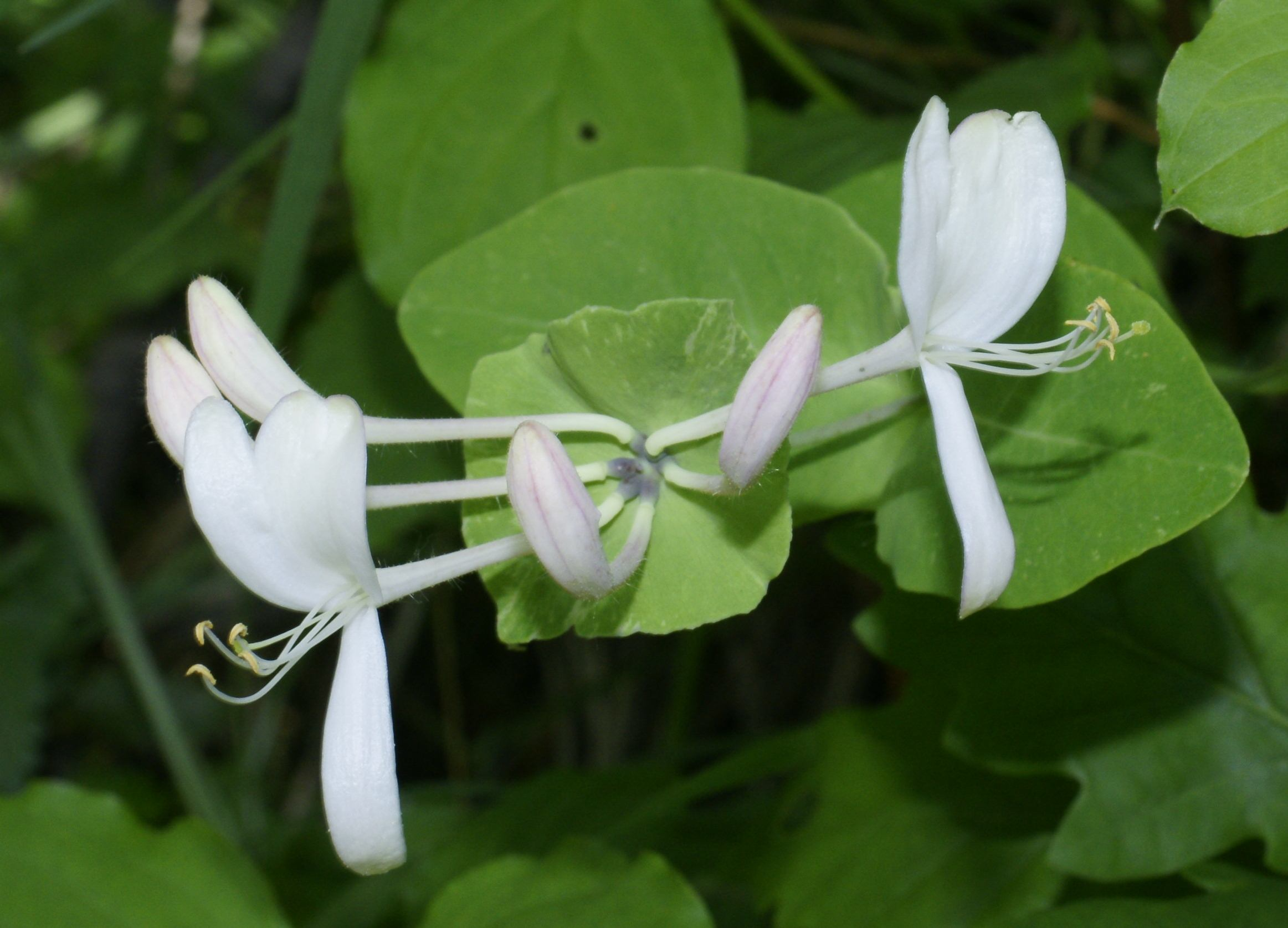
Квіти
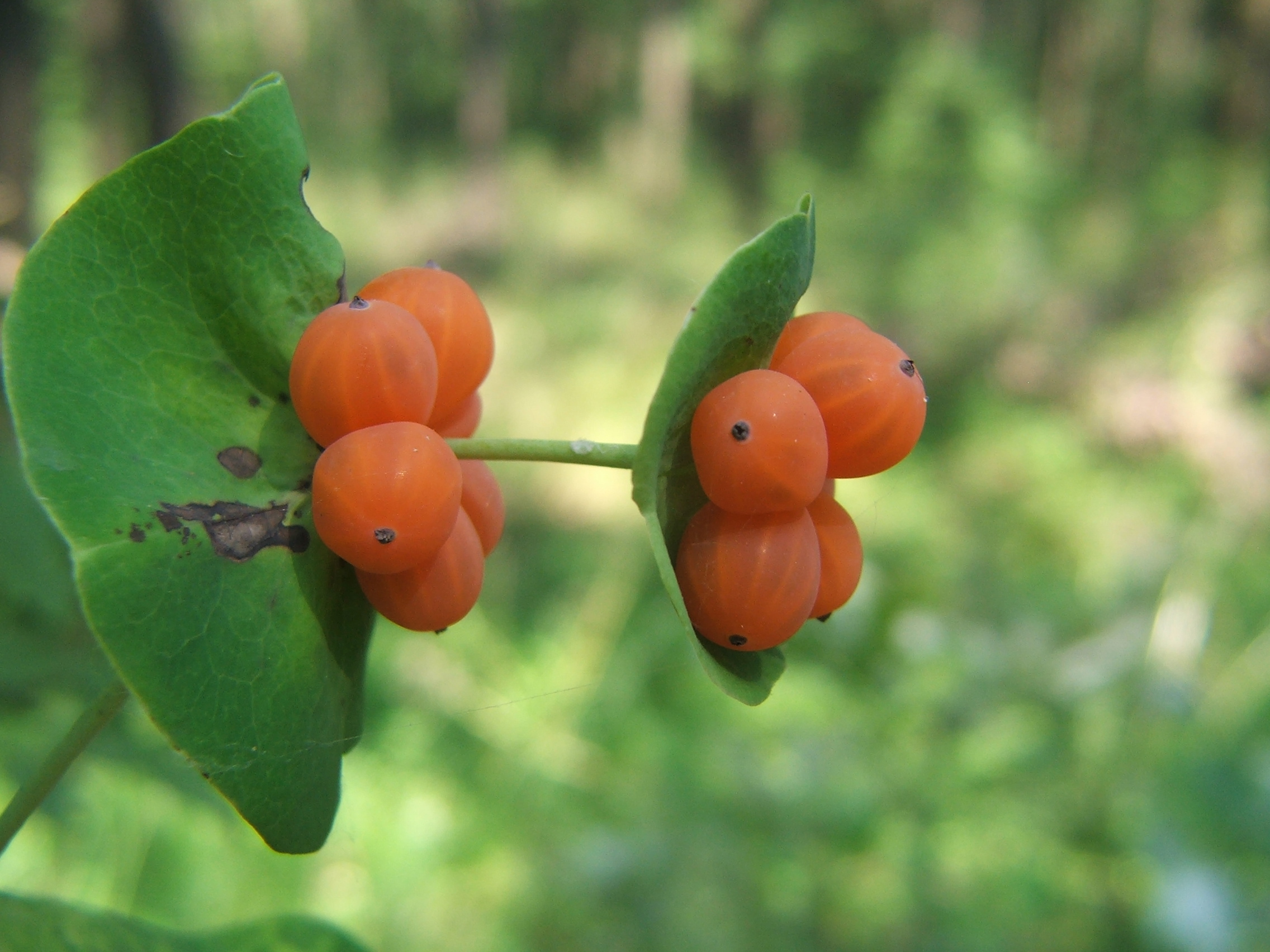
Плоди коробочки
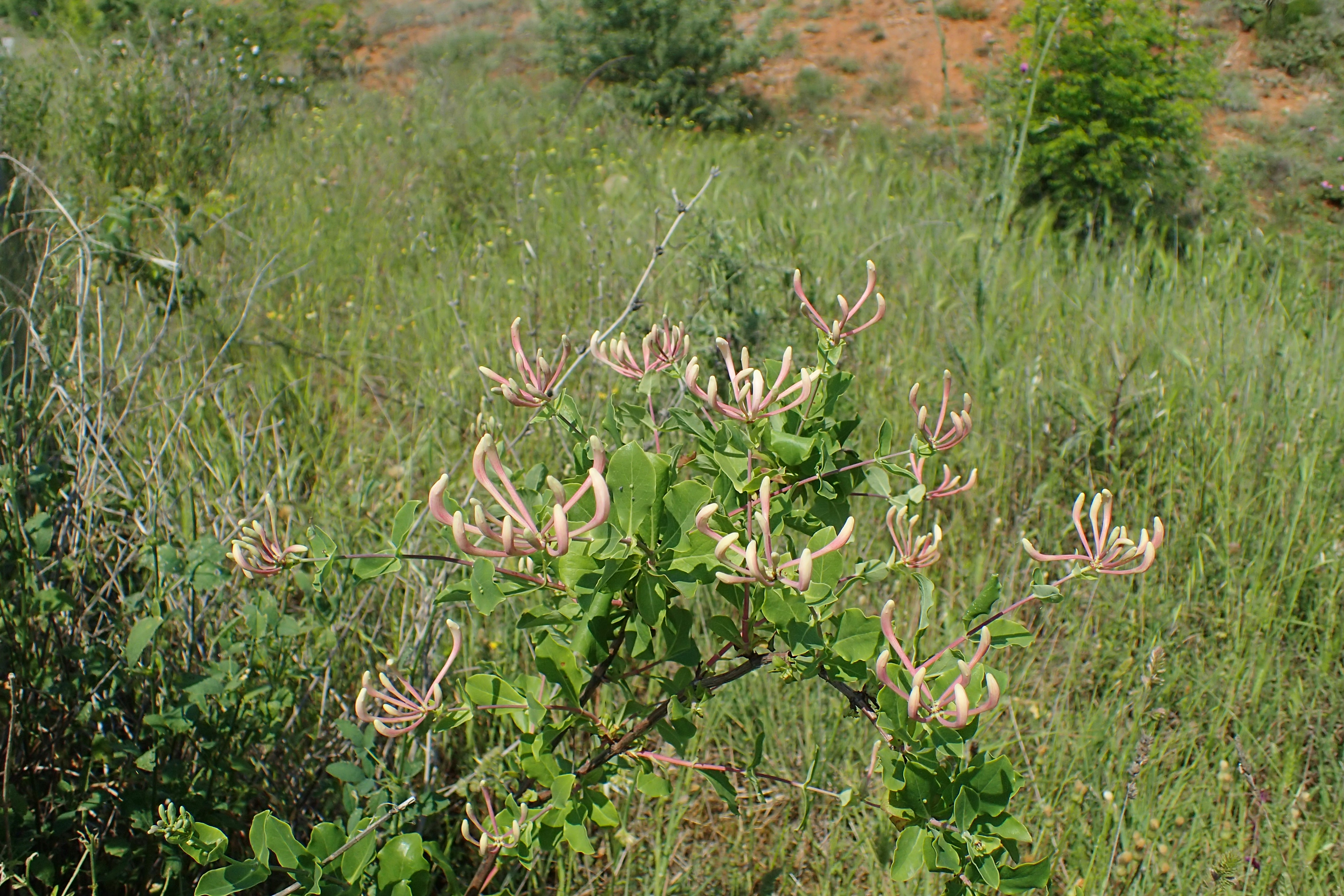
Зовнішній вигляд